# Ptyelus vittatus
Ptyelus vittatus är en insektsart som beskrevs av Kato 1933. Ptyelus vittatus ingår i släktet Ptyelus och familjen spottstritar. Inga underarter finns listade i Catalogue of Life.